# Донья Хуана Божевільна
«Донья Хуана Божевільна» (ісп. Doña Juana la Loca) — картина іспанського живописця Франсіско Прадільї. Створена у 1877 році. Зберігається у Музеї Прадо в Мадриді (інв. ном. P4584).

## Опис
Ця робота, вважається шедевром творчості Прадільї, здобула її автору всесвітню славу, у той час як художнику на той момент було лише двадцять дев'ять років.
Замість того, аби розповісти про вирішальну історичну подію, автора вважав за краще зобразити момент високої душевної драми своєї героїні. Ця тема безумства королеви переслідувала художника упродовж декількох років і була тією стороною її особистості, яка полонила і захоплювала людей мистецтва 19 століття, спонукаючи їх на створення нових творів. Цей чисто романтичний підхід до трактування історичної події, однак, поєднується з повінстю реалістичною манерою виконання.
Хуана (1479—1555) була донькою Католицьких монархів — Фердинанда Арагонського та Ізабели Кастильської. Смерть її чоловіка, Філіпа Вродливого, в 1506 році сильно вплинула на Хуану: вона їздила з траурною процесією по країні і декілька разів наказувала відкривати гроб, аби подивитися на чоловіка, слідуючи з Бургоса в Гранаду, де тіло, нарешті, було поховане.
Хуана, що вагітна інфантою Катериною Австрійською, знаходиться в центрі композиції, яка побудована у формі хреста, утвореного завдяки гробу, що йде в глибину і димом вогнища, що здіймається догори. З великою достовірністю і стриманістю Праділья передає безумство королеви і вираження глибокої втоми і співчуття на обличчях її супутників. Деталі картини, починаючи з одягу і закінчуючи коліями, залишеними возом на мулистій брудній дорозі, зображені дуже реалістично і створюють декоративний ефект. Праділья був великим майстром зображення природних сцен, і тут йому вдалось досить впевнено передати мінливість мерзлякуватої погоди і атмосферу загального дискомфорту.
За цю картину художник удостоївся почесної медалі на Національній експозиції витончених мистецтв (1878) і почесної медалі на Всесвітній виставці 1878 в Парижі.